# Saint-Martin-la-Garenne
Saint-Martin-la-Garenne é uma comuna francesa na região administrativa da Île-de-France, no departamento de Yvelines. A comuna possui 654 habitantes segundo o censo de 1990.